# Aspecto léxico
El aspecto léxico de un verbo es la forma en que la eventualidad expresada por dicho verbo está estructurada en relación con el tiempo. Se trata de una propiedad inherente al significado del verbo e independiente del tiempo verbal y del aspecto gramatical con que se lo utilice en un contexto determinado.
Aspecto léxico es la terminología habitual en español para referirse al Aktionsart (en alemán, “modo de acción”).
Los predicados verbales se clasifican según tres oposiciones de características:
- Pueden ser dinámicos (nadar, componer poemas, escribir una carta, encontrar las llaves, llegar a casa) o estáticos (saber de gramática, amar al prójimo, medir 1,80 metros, ser alto).
- Pueden ser delimitados (también llamados télicos) (llegar a casa, encontrar las llaves, escribir una carta) o bien no delimitados (o atélicos) (nadar, componer poemas).
- Dentro de los predicados delimitados hay durativos (escribir una carta) y no durativos (llegar a casa).

La combinación de estas tres características produce una clasificación de los verbos, debida a Zeno Vendler (1957), en los siguientes tipos:
- Estados: predicados durativos, no delimitados, no dinámicos (en español, verbos como los copulativos ser y estar expresan estados, como así también verbos de percepción intelectual como saber, de afección como amar, odiar, etc., y los del tipo de medir y pesar).
- Actividades: predicados dinámicos, durativos y no delimitados (atélicos o sin límite prefijado implícito, como los verbos intransitivos de movimiento caminar, correr, nadar, etc. y los que expresan hábitos y costumbres como componer poemas, leer novelas, etc.)
- Realizaciones: predicados dinámicos, durativos y delimitados (como leer una novela o escribir una carta).
- Logros: predicados delimitados y dinámicos no durativos (“instantáneos”, como llegar o encontrar).

La clasificación de Bernard Comrie (1976) añade los predicados semelfactivos, que son similares a los logros, pero no delimitados (atélicos) (como estornudar o tocar a la puerta). Otros autores contrastan los eventos puntuales únicos (semelfactivos) con los repetidos (iterativos). Existen muchas otras distinciones posibles: en su tratamiento del tema, por ejemplo, Elena de Miguel distingue entre predicados: 1) permanentes, frecuentativos, intermitentes, durativos o puntuales; 2) ingresivos, progresivos o terminativos; 3) intensivos incrementativos o atenuativos.